# Walter da Silveira
Walter Raulino da Silveira, (Salvador, 22 de julho de 1915 — Salvador, 5 de novembro de 1970), foi crítico de cinema, juiz, advogado, político e escritor brasileiro, imortal da Academia de Letras da Bahia, Cadeira 13. Reconhecido como uma das figuras mais influentes na formação do cinema moderno no Brasil, especialmente na Bahia, sua atuação abrangeu diversas áreas, desde o direito até a crítica cinematográfica, deixando um legado significativo na cultura brasileira.

## Biografia

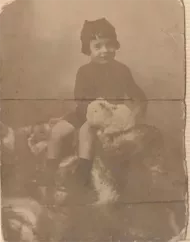
Walter, em sua infância.

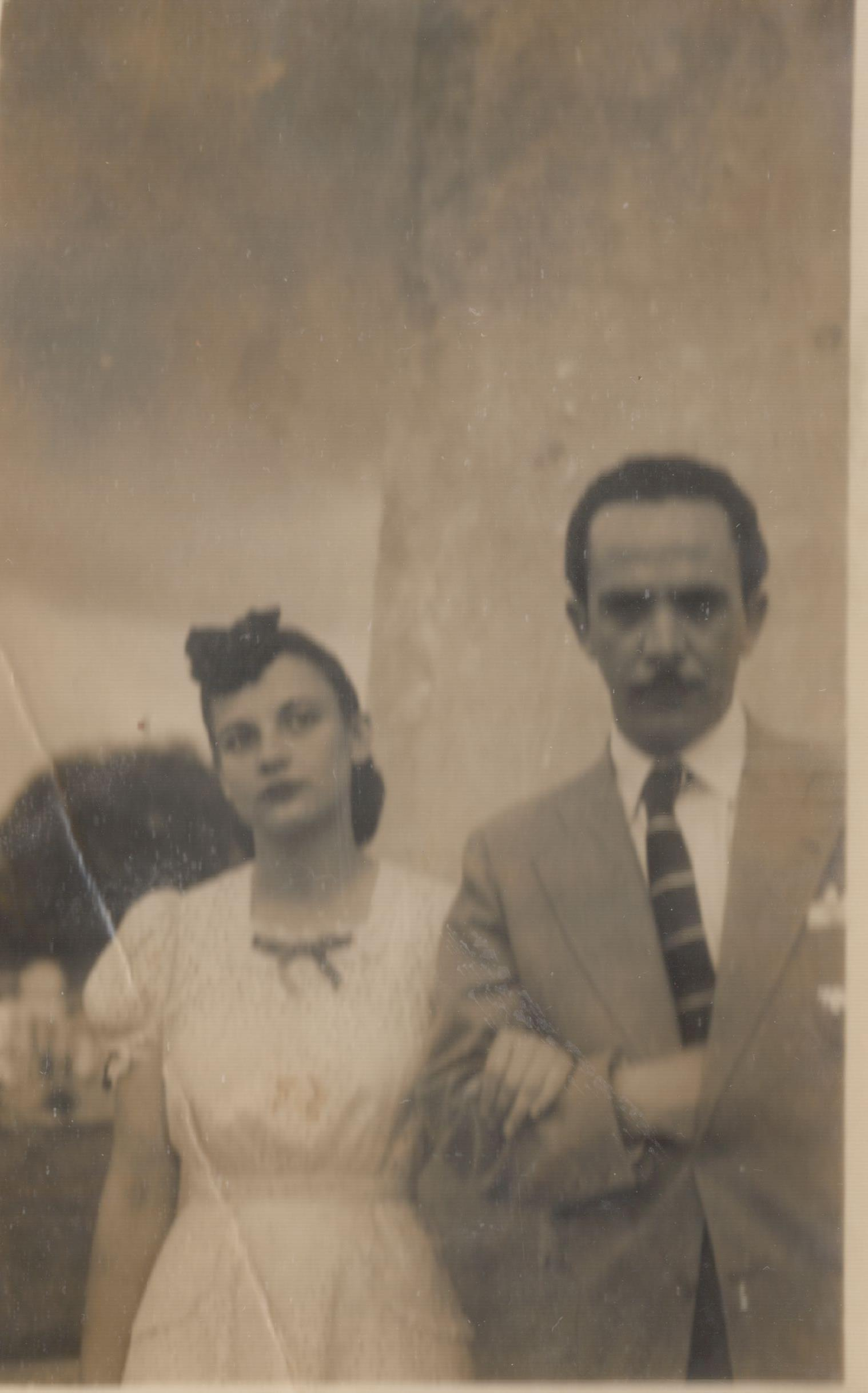
Walter e sua esposa, Ivani.

### Origens e Formação Acadêmica
Filho de Ariston Augusto Côrte Imperial da Silveira e de Elvira Raulino da Silveira, Walter nasceu em Salvador, Bahia, em 1915. Cresceu em um ambiente familiar culto e politizado, o que influenciou profundamente sua trajetória intelectual. Ingressou na Faculdade de Direito da Bahia, uma das mais tradicionais do país, onde se formou em 1935, aos 20 anos de idade. Casou-se com Ivani Brasil da Silveira, com quem teve 7 filhos.

### Interesses Culturais e Jornalísticos na Juventude
Ainda jovem, demonstrava grande interesse por literatura, filosofia, política e, especialmente, cinema, paixão que cultivaria e expandiria ao longo de toda a sua vida. Sua formação humanista o conduziu a uma atuação pública marcada pelo compromisso ético com a justiça social e com o aprimoramento cultural da sociedade.

### Início da Carreira Jurídica: Magistratura e Advocacia Trabalhista
Iniciou sua carreira como juiz no interior da Bahia, mas logo abandonou a magistratura, preferindo atuar como advogado trabalhista. Essa mudança de rumo refletia sua sensibilidade social: Walter preferiu estar ao lado das camadas populares, atuando diretamente na defesa de trabalhadores, sindicatos e moradores de favelas. Ao longo de sua carreira como advogado, representou legalmente cerca de 26 Sindicatos Operários, tornando-se uma das principais vozes da advocacia social na Bahia do século XX.

## Juventude e a Academia dos Rebeldes

### Início no Jornalismo (1928–1930)

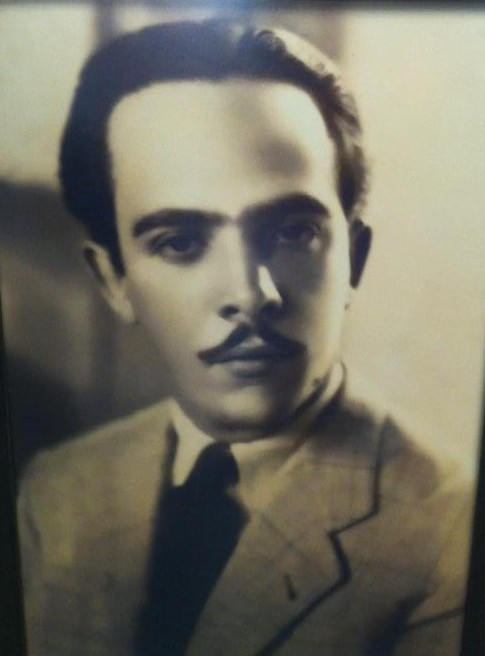
Walter, Anos 30.

Walter teve seu primeiro contato com o jornalismo aos 13 anos, quando começou a colaborar no jornal O Imparcial, escrevendo notas anônimas e pequenos comentários sobre filmes nas colunas “Teatros & Cinemas” e “Panorama”. Em 1928, já com 13 anos, passou a escrever sobre estreias cinematográficas em seções de jornais, firmando seu vínculo precoce com a Sétima Arte.

### Formação Universitária e Engajamento Político (1931–1936)

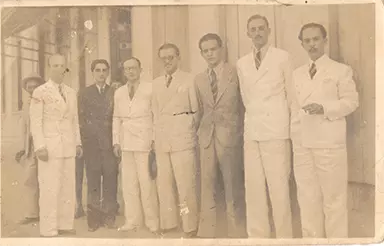
Walter aos 16 anos (no canto à direita) na Faculdade de Direito da UFBA (1931)

Em 1931, ingressou na Faculdade de Direito da Bahia (UFBA) e, durante esse período universitário, publicou seu primeiro artigo crítico: “O novo sentido da arte de Chaplin, a propósito de Tempos Modernos”, no jornal da Associação Universitária da Bahia, em 1936, consolidando sua formação como ensaísta e crítico cinematográfico.
Ainda na universidade, apaixonado pelo cinema, Walter fundou laços com a estrutura intelectual baiana. Seu primeiro texto mais elaborado sobre cinema para a Associação Universitária antecipou reflexões estéticas que ressoariam décadas depois. Por volta de 1934, ingressou na União da Juventude Comunista, intensificando seu compromisso político, e em 1935, recém-formado, aderiu à Aliança Nacional Libertadora, criando a Frente Única Juvenil contra o fascismo, demonstrando uma combinação precoce de envolvimento intelectual, político e cultural.

### Participação na Academia dos Rebeldes (final dos anos 1920 – início de 1930)

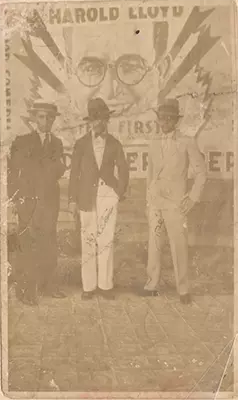
Walter aos 13 anos (no meio) em Academia dos Rebeldes, 1928.

Na juventude (final dos anos 1920 ao início dos anos 1930), Walter da Silveira integrou o movimento literário baiano conhecido como Academia dos Rebeldes, grupo modernista formado por estudantes, escritores e intelectuais que buscavam renovar a literatura e a cultura local. Liderada por Pinheiro Viégas e Jorge Amado, a Academia congregava jovens engajados em diversos campos artísticos, da poesia ao jornalismo, passando por pintura e música, e pregava uma “arte moderna, sem ser modernista”, em diálogo com a realidade popular.
Walter foi um dos últimos a ingressar, ao lado de nomes como Jorge Amado, Sosígenes Costa e Edison Carneiro, reunindo-se regularmente para debater ideias à luz de sua formação humanista e político‑social. Sua entrada no grupo marcou o fortalecimento de seu compromisso com a cultura, o jornalismo e a literatura, ampliando sua atuação além do Direito.
O vínculo de Walter com a Academia dos Rebeldes foi reconhecido por Jorge Amado, seu grande amigo e parceiro de tertúlias, que valorizou seu perfil de ensaísta e crítico de cinema íntegro, de “livre pensamento” e “intransigência dos seus pontos de vista”, combinado a uma visão flexível e centrada em experiência vivida.

## Carreira Jurídica e Política

### Magistratura e Transição Para a Advocacia (1935–1945)

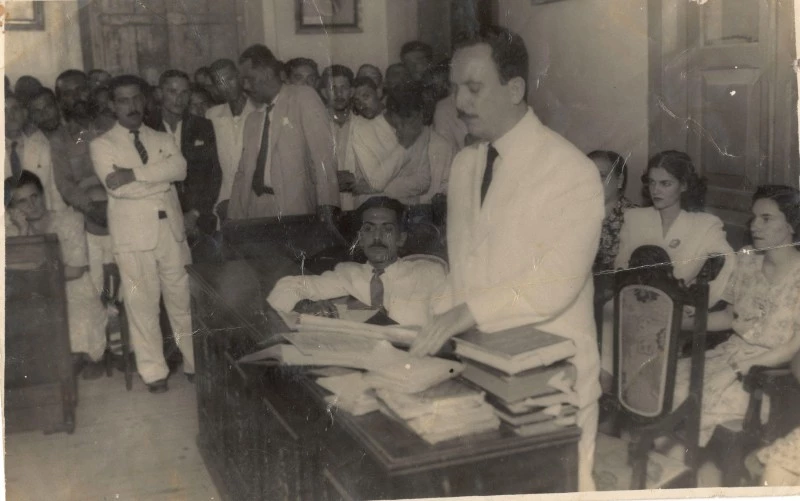
Walter advogando na Justiça do Trabalho em 1945.

Após sua graduação em Direito pela Faculdade de Direito da Bahia, em 1935, Walter iniciou-se na magistratura. Foi nomeado Juiz de direito, em comarcas no interior da Bahia, cargo que exerceu por alguns anos. No entanto, sua forte sensibilidade social e compromisso com a justiça o levaram a abandonar a toga, optando por atuar como Advogado, uma virada importante em sua trajetória profissional.
Ao migrar para a advocacia, Walter dedicou-se sobretudo à Justiça do Trabalho, destacando-se como defensor de operários, moradores de comunidades, pobres e sindicatos. Atuou em defesa de categorias profissionais importantes da Bahia, incluindo trabalhadores da indústria de destilação, bancários, exibidores cinematográficos, da construção civil, entre outros.

### Militância no PCB e Atuação Sindical (1945–1957)

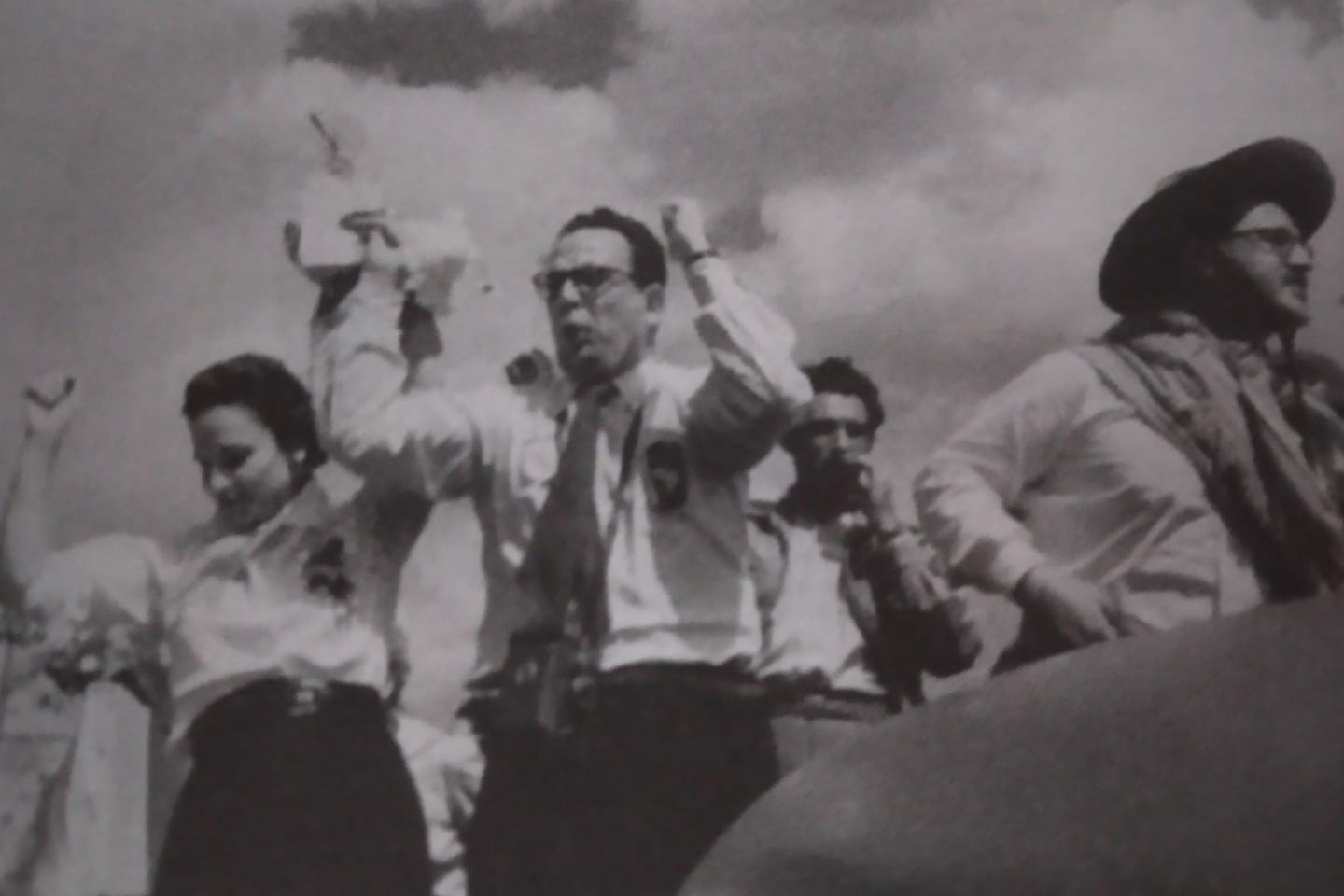
Walter e Ivani em Moscou (Russia), no Festival Mundial da Juventude e dos Estudantes, anos 50.

Entre 1945 e 1957, Walter foi membro do Partido Comunista Brasileiro (PCB), período em que representou 26 Sindicatos Operários. Sua atuação combativa o aproximou do movimento operário e das lutas de esquerda. Walter desenvolveu intensa atividade política, jurídica e intelectual, sempre associada à transformação social e à democratização da cultura. Em 1956, inicia o processo de ruptura com o PCB, após a divulgação do Relatório Kruschev, sobre os crimes de Stalin. E em 1957, integra a delegação brasileira do Festival Mundial da Juventude, em Moscou, na União Soviética, e rompe definitivamente com o PCB.

### Mandato na Assembleia Legislativa da Bahia e filiação ao PTB (1955–1965)

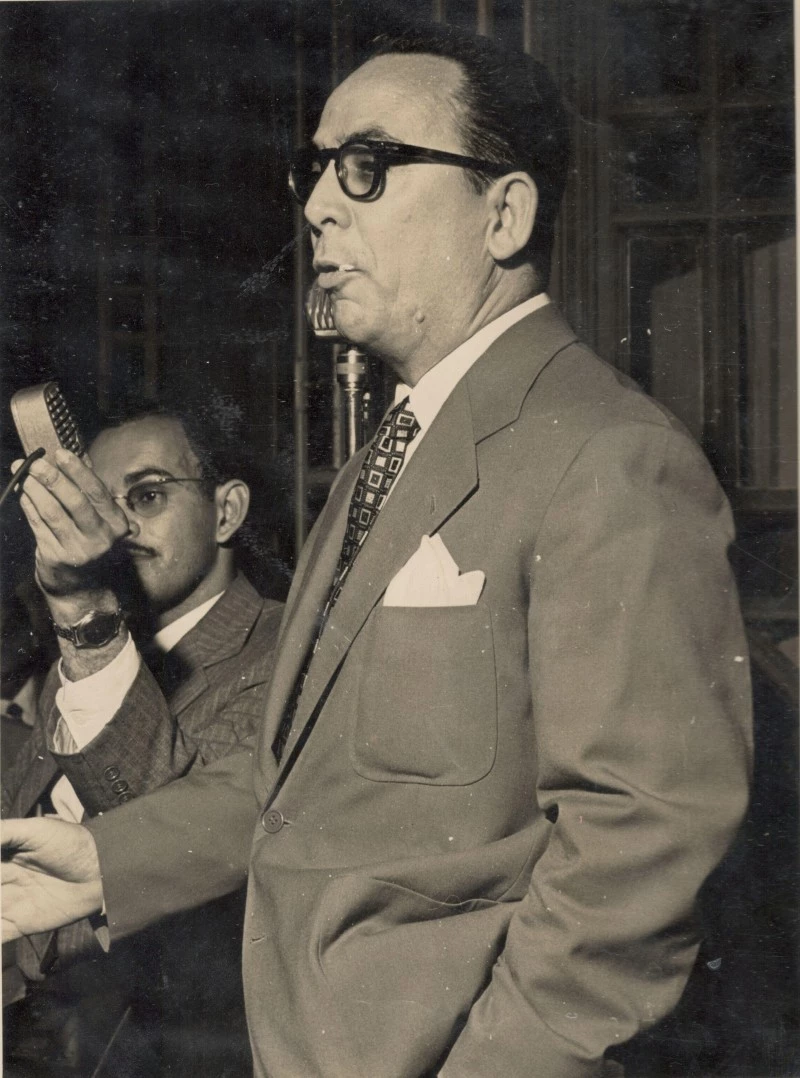
Walter da Silveira organiza o I Festival de Cinema da Bahia, 1951

Em 1955, Walter da Silveira foi eleito suplente de Deputado Estadual pela Bahia, e em 1959, assume o mandato de Deputado Estadual, filiado ao Partido Trabalhista Brasileiro (PTB), em substituição ao deputado Clemens Sampaio. Durante sua atuação legislativa, defendeu pautas voltadas à educação, à cultura, à defesa do cinema nacional e à democratização do acesso à arte. Foi autor do Projeto de lei que criou o Museu de Arte Moderna da Bahia (MAM-BA), além de redigir seu estatuto e regimento interno. Além disso, foi responsável por articular políticas de fomento à cultura cinematográfica, tendo criado projetos que beneficiaram cineclubes, cineastas independentes e pesquisadores da área. Foi membro da Comissão Permanente de Defesa do Cinema Brasileiro e colaborou com diversos órgãos culturais e educacionais.

## Atuação no Cinema

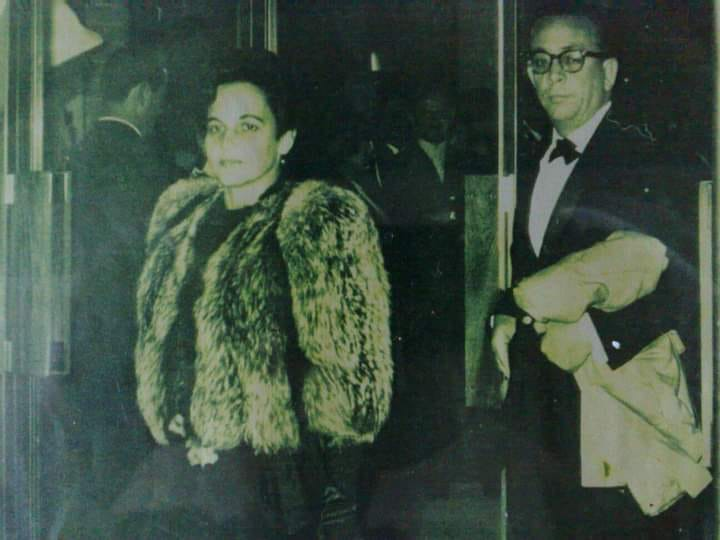
Walter e Ivani, convidados do Festival de Cannes, em 1962

### Crítico, ensaísta e formador de gerações

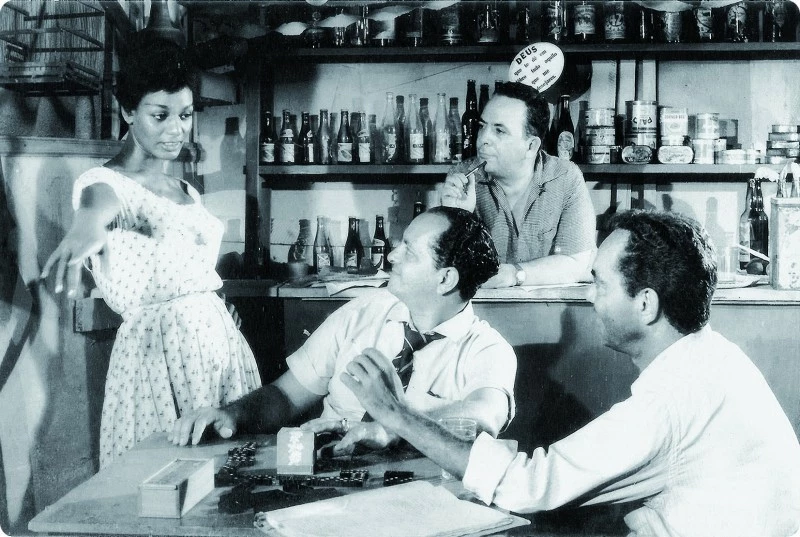
Participação de Walter como ator no filme A Grande Feira, de 1961

Walter da Silveira, ensaísta e crítico de cinema, contribuiu decisivamente com o cinema nacional, exercendo papel fundamental na consolidação do pensamento crítico cinematográfico no Brasil. É venerado como formador da primeira geração de críticos e cineastas, e considerado o grande mentor intelectual do cineasta mais importante do Cinema Novo, Glauber Rocha.
Em Fronteiras do Cinema (1966) e Imagem e Roteiro de Charles Chaplin (1970), Walter da Silveira sistematiza um olhar crítico que liga estética, política e linguagem cinematográfica. Sua escrita visa não apenas julgar filmes, mas interpretá-los como corpos simbólicos de realidade brasileira, posição que ecoa sua formação humanista e sua atuação política posterior. Ele não foi apenas o mentor de Glauber Rocha, mas também seu contraponto crítico, definindo os textos do “escola baiana” com compostura intelectual e rigor. Além disso, Cláudio Leal destaca que ele constituiu, junto a Alex Viany e Paulo Emílio Sales Gomes, o trio fundador da teoria do Cinema novo, articulando teoria e prática por meio da Cinemateca Brasileira e do Clube de Cinema da Bahia. Sua atuação formativa se expandiu à UFBA (Curso Livre de Cinema, 1968), onde graduou uma nova coorte de críticos como André Setaro e José Umberto Dias. O cineclube foi ainda a base para o primeiro Festival de Curta-Metragem em Salvador (1951) e para a montagem de filmoteca, biblioteca especializada e revista periódica local.

### Clube de Cinema da Bahia (Anos 50)

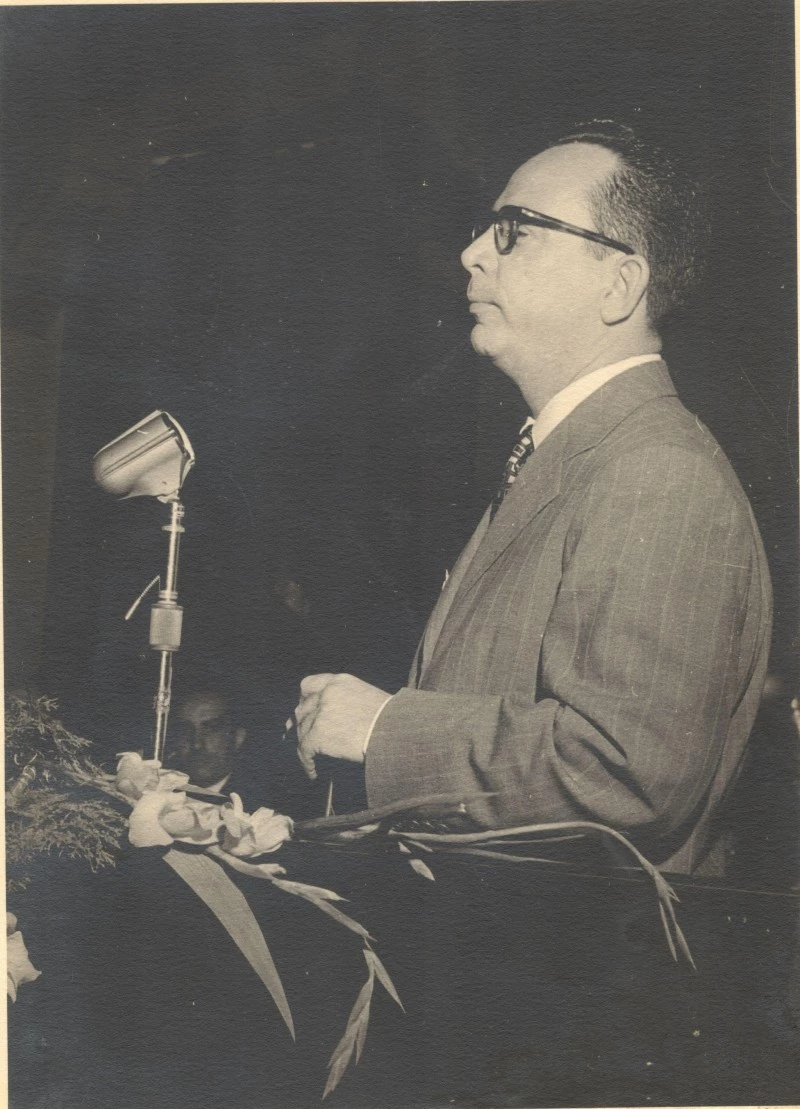
Walter, Academia de Letras da Bahia

Em junho de 1950, Walter fundou o Cineclube da Bahia que abarcou um período de mudanças e renovações no cenário de produção e fruição cinematográfica baiana. O clube promovia exibições regulares de filmes clássicos, contemporâneos e experimentais, acompanhadas por debates críticos e cursos introdutórios à linguagem cinematográfica. As sessões ocorriam no Cine Guarany, e mais tarde no histórico Cine Glauber Rocha (Espaço Itaú de Cinema), tornando-se referência intelectual para gerações de estudantes, artistas e pesquisadores. Com sua atividade cineclubista, Walter gerou uma mudança no repertório cinematográfico, antes limitado ao star system das produções hollywoodianas, aproximando os baianos do Neorrealismo italiano, da Nouvelle vague francesa e do Realismo poético francês. Vale ressaltar que o clube não foi criado para ir contra o cinema norte-americano, estava muito mais interessado em entender o filme enquanto expressão artística. É desse período que surgem nomes como Glauber Rocha, Roberto Pires, Rex Schindler, Oscar Santana, Olney São Paulo, Palma Neto, David Singer, Braga Neto e muitos outros. O Cineclube da Bahia não apenas aproximou os frequentadores de outras produções, como engatilhou a produção cinematográfica baiana.

### Mentoria e Ciclo Baiano de Cinema (1959–1970)

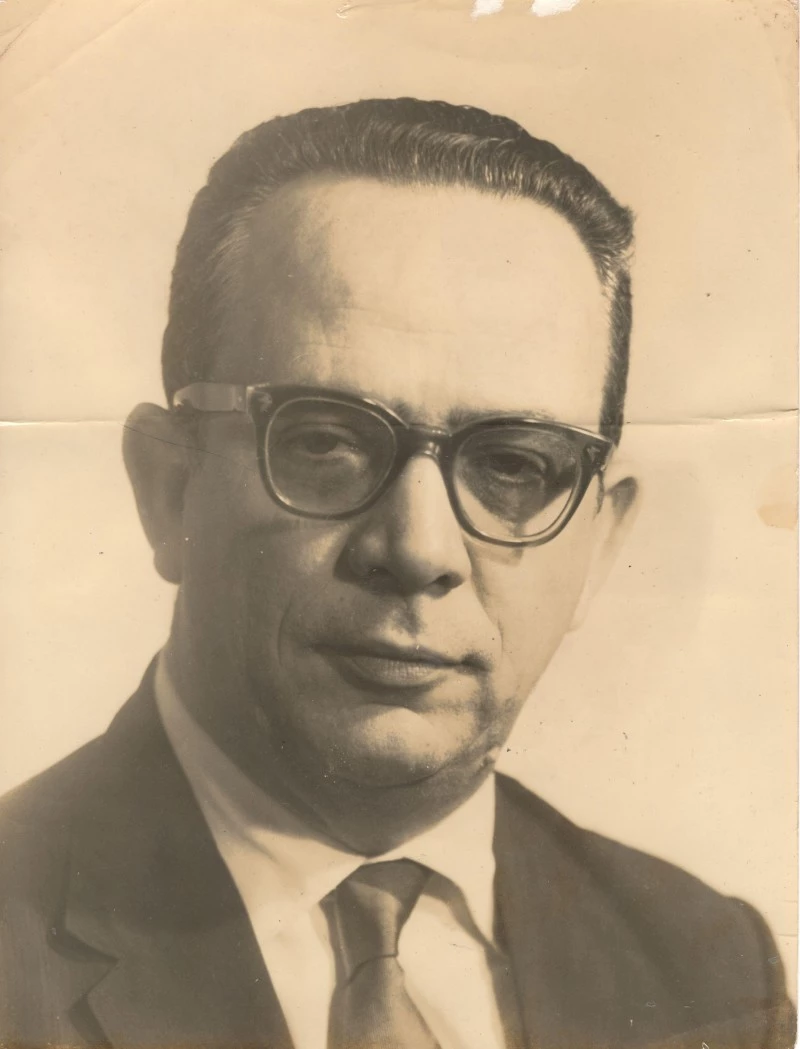
Walter, em uma de suas últimas fotos publicadas.

Walter foi considerado o "guru intelectual" de Glauber Rocha, tendo uma relação descrita como de “pai e filho”, além de influenciar cineastas como Guido Araújo, Paulo Gil Soares, Helena Ignez, Luiz Paulino dos Santos, Walter Lima Jr., José Umberto Dias, André Luiz Oliveira, entre vários outros. Em 1968 criou o curso de cinema em parceria com a UFBA, fortalecendo a formação acadêmica. Realizou também, o Ciclo Baiano de Cinema (1959-1964), uma série de exibições de obras icônicas do cinema baiano como Redenção, Barravento, A Grande Feira, Tocaia no Asfalto, Mandacaru Vermelho, Sol sobre a Lama e Bahia de Todos os Santos, fomentando a produção cinematográfica local e consolidando a cultura cinematicamente engajada.
Foi membro da Academia de Letras da Bahia, cadeira nº 13. E também membro da Comissão Permanente de Defesa do Cinema Brasileiro e um dos fundadores da Associação dos Críticos Cinematográficos da Bahia e do Centro de Pesquisadores do Cinema Brasileiro, organizações fundamentais para o fortalecimento da crítica e da pesquisa fílmica no Nordeste.

## Obras Publicadas

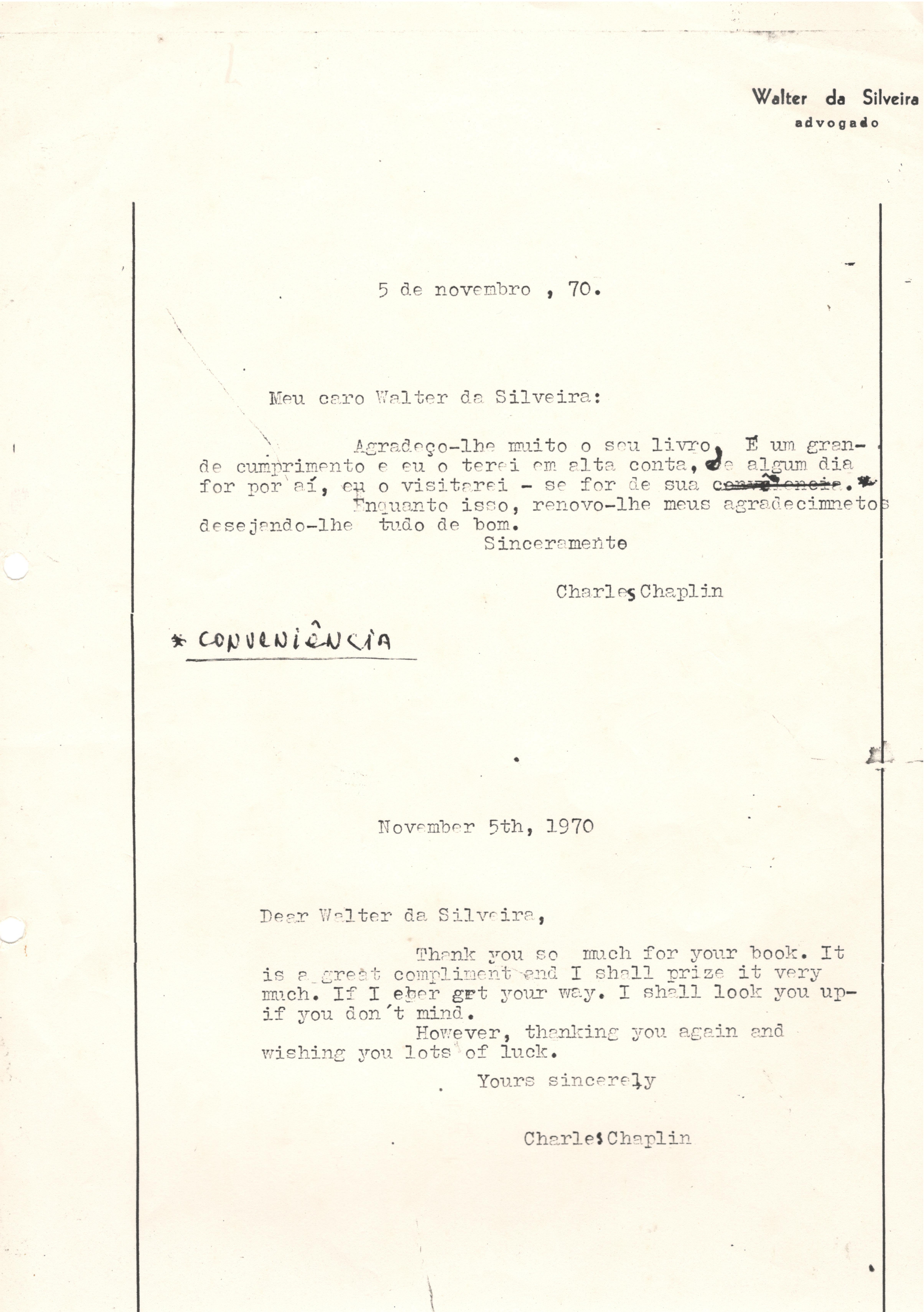
Última carta escrita por Charlie Chaplin para Walter da Silveira, assinada no dia da morte de Walter. A carta foi entregue pessoalmente à Jorge Amado

Walter deixou uma obra escrita consistente e influente. Seus textos, publicados em jornais, revistas especializadas e livros, tratavam não apenas de cinema, mas também de política, cultura, educação e direitos humanos. Entre suas principais obras estão:
- A Importância de Ser Juiz (1960)
- Fronteiras do Cinema (1966), com prefácio de seu grande amigo, Jorge Amado
- Imagem e Roteiro de Charles Chaplin (1970)
- História do Cinema Vista da Província (1978, póstumo)
- Walter da Silveira – O Eterno e o Efêmero (2006), organizado por José Umberto Dias
- Walter da Silveira e o Cinema Moderno no Brasil (2020), organizado por Cyntia Nogueira.

Seus escritos são marcados por uma linguagem erudita, mas acessível, com forte fundamentação estética, política e filosófica. 

## Morte e Legado

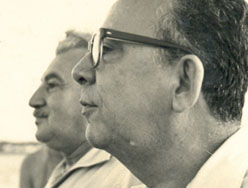
Walter e Jorge Amado

Walter foi membro da Comissão Permanente de Defesa do Cinema Brasileiro, instituição voltada à proteção do cinema nacional, e um dos fundadores da Associação dos Críticos Cinematográficos da Bahia e do Centro de Pesquisadores do Cinema Brasileiro, entidades que impulsionaram a crítica e pesquisa fílmica regional. Em 1966, foi eleito para a Academia de Letras da Bahia, ocupando a cadeira nº 13, cujo patrono é o poeta Francisco Moniz Barreto.

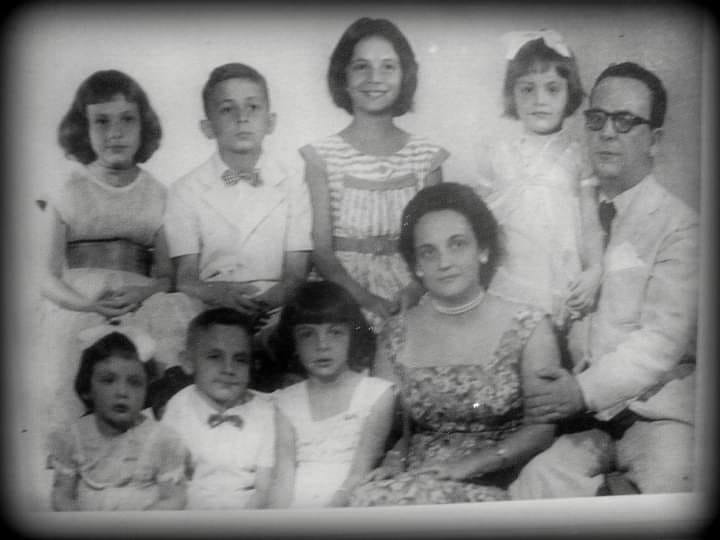
Walter e sua família

Em 2015, o museu Walter da Silveira foi fechado em seu centenário, e o acervo pessoal de Walter foi doado por sua família à Associação Bahiana de Imprensa (ABI) e encontra-se disponível tanto no Museu da Imprensa quanto digitalmente, por meio do site www.walterdasilveira.com.br, além de página nas redes sociais Facebook e Instagram, e um canal do YouTube. O acervo conta com mais de 350 imagens, correspondências com intelectuais como Glauber Rocha, Alex Viany, Paulo Emílio Sales Gomes, Jorge Amado e Charlie Chaplin, além de manuscritos, recortes de jornal e obras inéditas.
Faleceu em Salvador em 5 de novembro de 1970, aos 55 anos, vítima de câncer. Sua morte foi sentida em diversos setores da cultura brasileira, e sua contribuição ao pensamento crítico nacional permanece influente até hoje. Em sua homenagem, há uma rua na cidade com o seu nome, e também há uma Sala de Cinema denominada Walter da Silveira, inaugurada em 1986 na Biblioteca Central do Estado da Bahia, em Salvador. Diversas instituições fazem referência à sua contribuição intelectual.